# Frenzy
Frenzy (bra: Frenesi; prt: Frenzy - Perigo na Noite, ou apenas Perigo na Noite) é um filme britânico de 1972, do gênero suspense policial, dirigido por Alfred Hitchcock e com roteiro baseado em romance Goodbye Piccadilly, Farewell Leicester Square, de Arthur La Bern.
Frenesi é o penúltimo filme da carreira de Hitchcock, e é considerado o seu filme mais violento. Ele aparece no início do filme, no meio da multidão que está às margens do rio quando um corpo aparece boiando.

## Sinopse
Londres está sendo aterrorizada por um assassino em série que estupra as suas vítimas e as mata estranguladas com uma gravata. Sabendo que pode ser preso a qualquer momento, o assassino resolve incriminar um amigo, Richard Blaney, mas ele fará de tudo para provar sua inocência.

## Elenco
- Jon Finch .... Richard Ian Blaney
- Alec McCowen .... Inspetor chefe Oxford
- Barry Foster .... Robert Rusk
- Billie Whitelaw .... Hetty Porter
- Ann Massey .... Barbara Jane Milligan
- Barbara Leigh-Hunt .... Brenda Margaret Blaney
- Bernard Cribbins .... Felix Forsythe
- Vivien Merchant .... Sra. Oxford
- Michael Bates .... Sargento Spearman
- Jean Marsh .... Monica Barling
- Clive Swift .... Johnny Porter
- John Boxer .... Sir George
- Madge Ryan .... Sra. Davison
- Elsie Randolph .... Gladys

## Principais prêmios e indicações
Globo de Ouro 1973 (EUA) 
- Melhor diretor - cinema: indicado[2]

- Melhor filme - drama: indicado[2]

- Melhor trilha sonora original: indicado[2]

- Melhor roteiro: indicado[2]

Prêmio CEC 1973 (Premios del Círculo de Escritores Cinematográficos, Espanha) 
- Venceu na categoria de melhor filme estrangeiro[carece de fontes?]

Prêmio Edgar 1973 (Edgar Allan Poe Awards, EUA)
- Foi indicado na categoria de melhor filme[carece de fontes?]